# Rossiya 24
Rossiya 24 (en ruso: Россия 24; español: Rusia 24) es un canal de noticias ruso que forma parte del holding VGTRK. Hasta un importante "rebranding", realizado por VGTRK el 1 de enero de 2010, el canal se denominaba Vesti (en ruso: Вести).
El contenido del canal consiste de noticias de todas las regiones de Rusia y del extranjero las 24 horas al día, así como programas sobre la economía, deporte, cultura, alta tecnología, cosmonáutica, reportajes especiales, investigaciones propias, emisión en directo de actos culturales, sociales y políticos.
Se ha acusado al canal de ser un medio de propaganda estatal rusa.